# Roland Grip
Bruno Roland Grip (Krokom, 1 de janeiro de 1941 – Uppsala, 9 de fevereiro de 2024) foi um futebolista sueco que atuava como zagueiro.

## Carreira
Grip competiu na Copa do Mundo de 1970, sediada no México, na qual a seleção de seu país terminou na nona colocação dentre os 16 participantes.